# Vysota
Vysota (Высота) è un film del 1957 diretto da Aleksandr Grigor'evič Zarchi.